# Winifred Brunton
Pour les articles homonymes, voir Brunton.
Winifred Mabel Brunton, née le 6 mai 1880 dans l'État libre d'Orange et morte le 29 janvier 1959 dans l'État-Libre, est une peintre, illustratrice et égyptologue sud-africaine.

## Jeunesse
Winifred Brunton, née Newberry, est née en 1880, dans l'État libre d'Orange en Afrique du Sud. Son père, Charles Newberry, est un millionnaire qui a fait fortune dans l'immobilier à Kimberly. Sa mère, Elizabeth, est la fille d'un missionnaire travaillant pour Moshoeshoe Ier et est aussi artiste. Winifred Brunton évolue à la cour anglaise en 1898, où elle rencontre sans-doute l'égyptologue Guy Brunton, qui devient plus tard son mari.

## Activités
Elle devient célèbre pour ses portraits de pharaons égyptiens, publié dans les Kings and Queens of Ancient Egypt (1926) et les Great Ones of Ancient Egypt (1929). Elle épouse l'égyptologue Guy Brunton le 28 avril 1906, et, ensemble, étudient à l'University College de Londres. Elle poursuit la peinture et réalise un portrait de William Matthew Flinders Petrie en 1912. À l'UCL, ils travaillent avec l'égyptologue Margaret Murray avant de se rendre à El-Lahoun en Égypte pour rejoindre Flinders Petrie et effectuer un travail de fouilles entre 1912 et 1914. Travaillant sur les sites de recherches archéologiques, elle étudie les représentations, les peintures, les sculptures et même les momies afin de réaliser des portraits des figures du pouvoir égyptien antique. Guy et Winifred Brunton ont tous les deux continué de contribuer à des chantiers de fouilles organisés par l'École britannique d'archéologie de Flinders Petrie en Égypte, dans les années 1920, sur des sites comme Badari. Elle réalise les reproductions en dessin de nombreux objets découverts au cours des fouilles. 
Elle meurt âgée de 78 ans le 29 janvier 1959 à Clocolan, État-Libre, en Afrique du Sud.

## Héritage
Ses portraits ont eu une grande influence sur la culture populaire, et ont défini les visages des pharaons et des reines dans l'imaginaire collectif ; ils sont encore utilisés dans de nombreux films et documentaires.

## Publications
- 1926 : Kings and Queens of Ancient Egypt. Portraits by Winifred Brunton. History by Eminent Egyptologists. Londres.

- 1929 : Great Ones of Ancient Egypt. Portraits by Winifred Brunton. Historial Studies by various Egyptologists